# نورمان أ. فوكس
نورمان أ. فوكس (بالإنجليزية: Norman A. Fox)‏ (26 مايو 1911، سولت سانت ماري في الولايات المتحدة - 24 مارس 1960، غريت فولز في الولايات المتحدة)؛ روائي أمريكي.

## روابط خارجية
- نورمان أ. فوكس على موقع IMDb (الإنجليزية)
- نورمان أ. فوكس على موقع قاعدة بيانات الفيلم (الإنجليزية)